# Gyorskorcsolya az 1960. évi téli olimpiai játékokon
Az 1960. évi téli olimpiai játékokon a gyorskorcsolya versenyszámait Squaw Valleyben rendezték február 20. és 27. között. A sportágban négy-négy férfi és női versenyszámot rendeztek.
Először rendeztek női gyorskorcsolya-versenyeket a téli olimpián. Az 500, 1000, 1500 és 3000 méteres számok kerültek be a programba.

## Részt vevő nemzetek
A versenyeken 17 nemzet 103 sportolója vett részt.
- Ausztrália (AUS) (2)
- Ausztria (AUT) (2)
- Dánia (DEN) (1)
- Dél-Korea (KOR) (5)
- Egyesült Államok (USA) (15)
- Finnország (FIN) (7)
- Franciaország (FRA) (3)
- Hollandia (NED) (5)
- Japán (JPN) (8)
- Kanada (CAN) (5)
- Lengyelország (POL) (2)
- Nagy-Britannia (GBR) (2)
- Egyesült Német Csapat (EUA) (12)
- Norvégia (NOR) (6)
- Olaszország (ITA) (3)
- Svédország (SWE) (4)
- Szovjetunió (URS) (9)

## Éremtáblázat
(A rendező nemzet csapata eltérő háttérszínnel, az egyes számoszlopok legmagasabb értéke, vagy értékei vastagítással kiemelve.)
| Az 1960. évi téli olimpiai játékok éremtáblázata gyorskorcsolyában | Az 1960. évi téli olimpiai játékok éremtáblázata gyorskorcsolyában | Az 1960. évi téli olimpiai játékok éremtáblázata gyorskorcsolyában | Az 1960. évi téli olimpiai játékok éremtáblázata gyorskorcsolyában | Az 1960. évi téli olimpiai játékok éremtáblázata gyorskorcsolyában | Olimpia  |
| ------------------------------------------------------------------ | ------------------------------------------------------------------ | ------------------------------------------------------------------ | ------------------------------------------------------------------ | ------------------------------------------------------------------ | -------- |
|                                                                    | Ország                                                             | Arany                                                              | Ezüst                                                              | Bronz                                                              | Összesen |
| 1.                                                                 | Szovjetunió (URS)                                                  | 6                                                                  | 3                                                                  | 3                                                                  | 12       |
| 2.                                                                 | Norvégia (NOR)                                                     | 2                                                                  | 1                                                                  | 0                                                                  | 3        |
| 3.                                                                 | Egyesült Német Csapat (EUA)                                        | 1                                                                  | 1                                                                  | 0                                                                  | 2        |
|                                                                    |                                                                    |                                                                    |                                                                    |                                                                    |          |
| 4.                                                                 | Egyesült Államok (USA)                                             | 0                                                                  | 1                                                                  | 1                                                                  | 2        |
| 4.                                                                 | Lengyelország (POL)                                                | 0                                                                  | 1                                                                  | 1                                                                  | 2        |
|                                                                    |                                                                    |                                                                    |                                                                    |                                                                    |          |
| 6.                                                                 | Finnország (FIN)                                                   | 0                                                                  | 0                                                                  | 1                                                                  | 1        |
| 6.                                                                 | Hollandia (NED)                                                    | 0                                                                  | 0                                                                  | 1                                                                  | 1        |
| 6.                                                                 | Svédország (SWE)                                                   | 0                                                                  | 0                                                                  | 1                                                                  | 1        |
|                                                                    |                                                                    |                                                                    |                                                                    |                                                                    |          |
| Összesen                                                           | Összesen                                                           | 9                                                                  | 7                                                                  | 8                                                                  | 24       |

## Érmesek
A rövidítések jelentése a következő:
- WR: világrekord
- OR: olimpiai rekord

### Férfi
| Az 1960. évi téli olimpiai játékok érmesei férfi gyorskorcsolyában |                                       |            |                                       |              |                                      |         |
| Versenyszám                                                        | Arany                                 | Arany      | Ezüst                                 | Ezüst        | Bronz                                | Bronz   |
| 500 m                                                              | Jevgenyij Grisin · Szovjetunió (URS)  | 40,2 WR    | Bill Disney · Egyesült Államok (USA)  | 40,3         | Rafael Gracs · Szovjetunió (URS)     | 40,4    |
| 1500 m                                                             | Jevgenyij Grisin · Szovjetunió (URS)  | 2:10,4     | nem adták ki                          | nem adták ki | Borisz Sztyenyin · Szovjetunió (URS) | 2:11,5  |
| 1500 m                                                             | Roald Aas · Norvégia (NOR)            | 2:10,4     | nem adták ki                          | nem adták ki | Borisz Sztyenyin · Szovjetunió (URS) | 2:11,5  |
| 5000 m                                                             | Viktor Koszicskin · Szovjetunió (URS) | 7:51,3     | Knut Johannesen · Norvégia (NOR)      | 8:00,8       | Jan Pesman · Hollandia (NED)         | 8:05,1  |
| 10 000 m                                                           | Knut Johannesen · Norvégia (NOR)      | 15:46,6 WR | Viktor Koszicskin · Szovjetunió (URS) | 15:49,2      | Kjell Bäckman · Svédország (SWE)     | 16:14,2 |

### Női
| Az 1960. évi téli olimpiai játékok érmesei női gyorskorcsolyában |                                           |           |                                           |        |                                          |        |
| Versenyszám                                                      | Arany                                     | Arany     | Ezüst                                     | Ezüst  | Bronz                                    | Bronz  |
| 500 m                                                            | Helga Haase · Egyesült Német Csapat (EUA) | 45,9 OR   | Natalja Doncsenko · Szovjetunió (URS)     | 46,0   | Jeanne Ashworth · Egyesült Államok (USA) | 46,1   |
| 1000 m                                                           | Klara Guszeva · Szovjetunió (URS)         | 1:31,1 OR | Helga Haase · Egyesült Német Csapat (EUA) | 1:34,3 | Tamara Rilova · Szovjetunió (URS)        | 1:34,8 |
| 1500 m                                                           | Ligyija Szkoblikova · Szovjetunió (URS)   | 2:25,2 WR | Elwira Seroczyńska · Lengyelország (POL)  | 2:25,7 | Helena Pilejczyk · Lengyelország (POL)   | 2:27,1 |
| 3000 m                                                           | Ligyija Szkoblikova · Szovjetunió (URS)   | 5:14,2 OR | Valentyina Sztyenyina · Szovjetunió (URS) | 5:16,9 | Eevi Huttunen · Finnország (FIN)         | 5:21,0 |